# Karl-Liebknecht-Straße (Weimar)

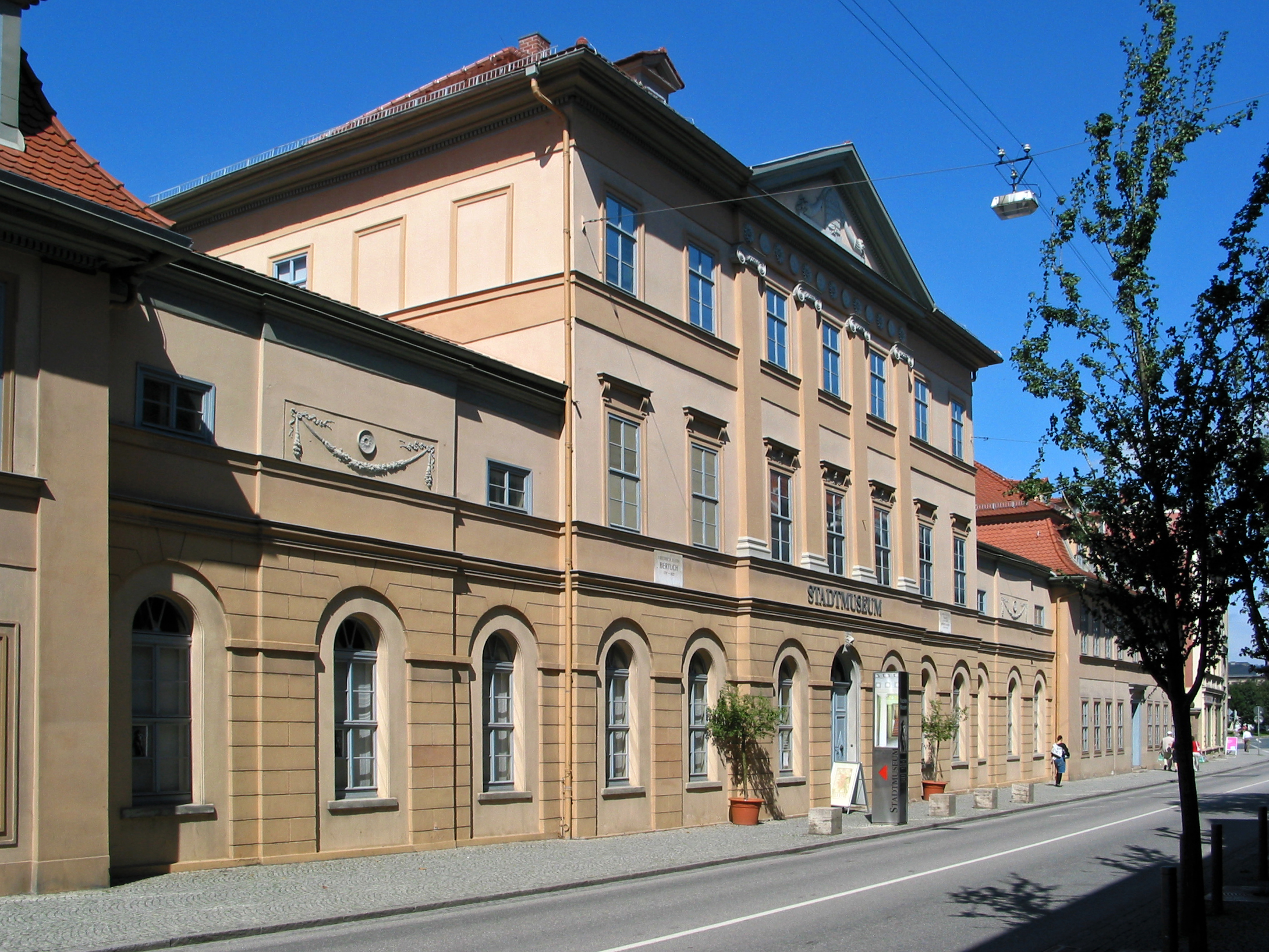
Stadtmuseum Weimar im Bertuchhaus

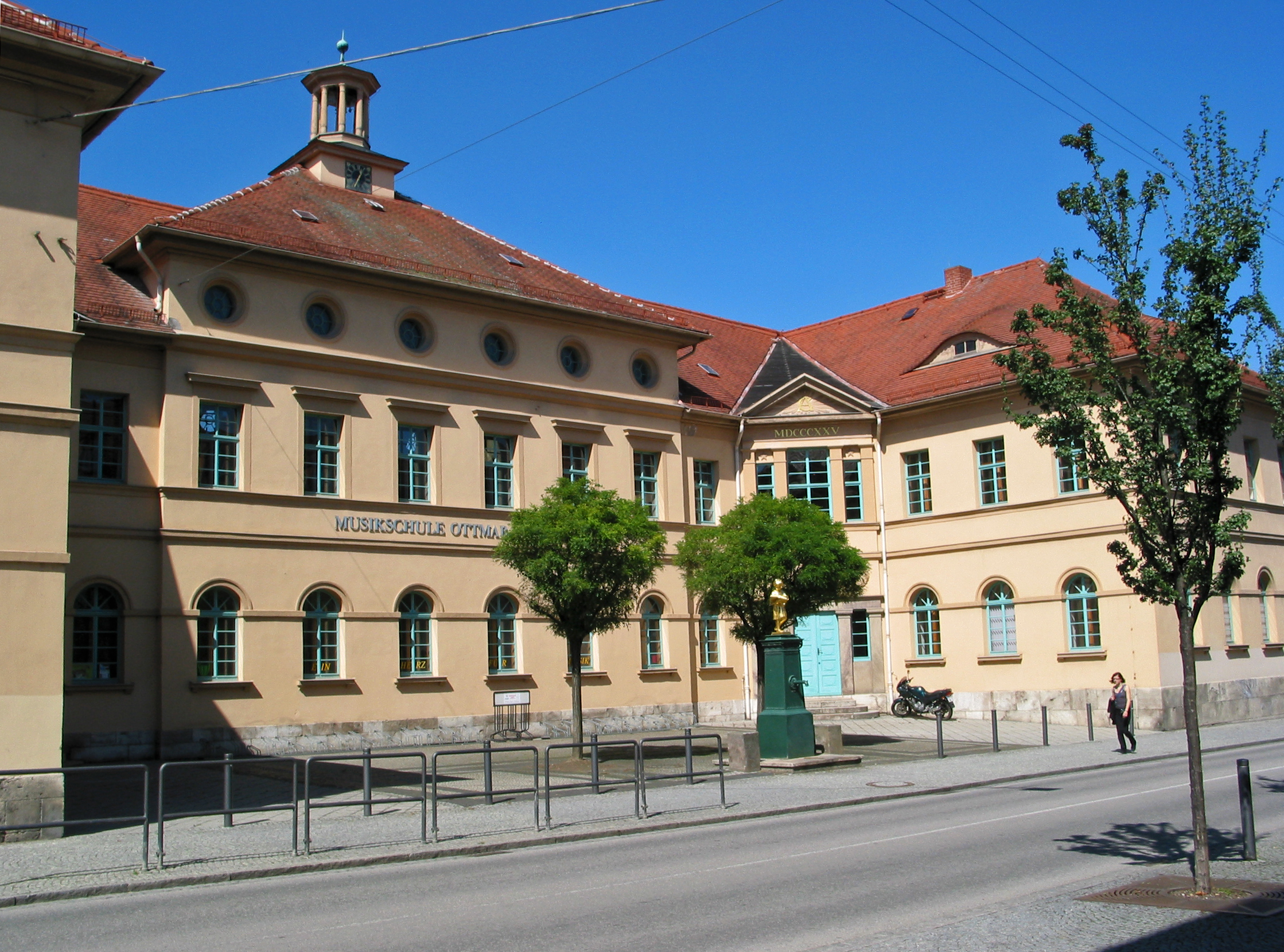
Musikschule Ottmar Gerster (Ostansicht)

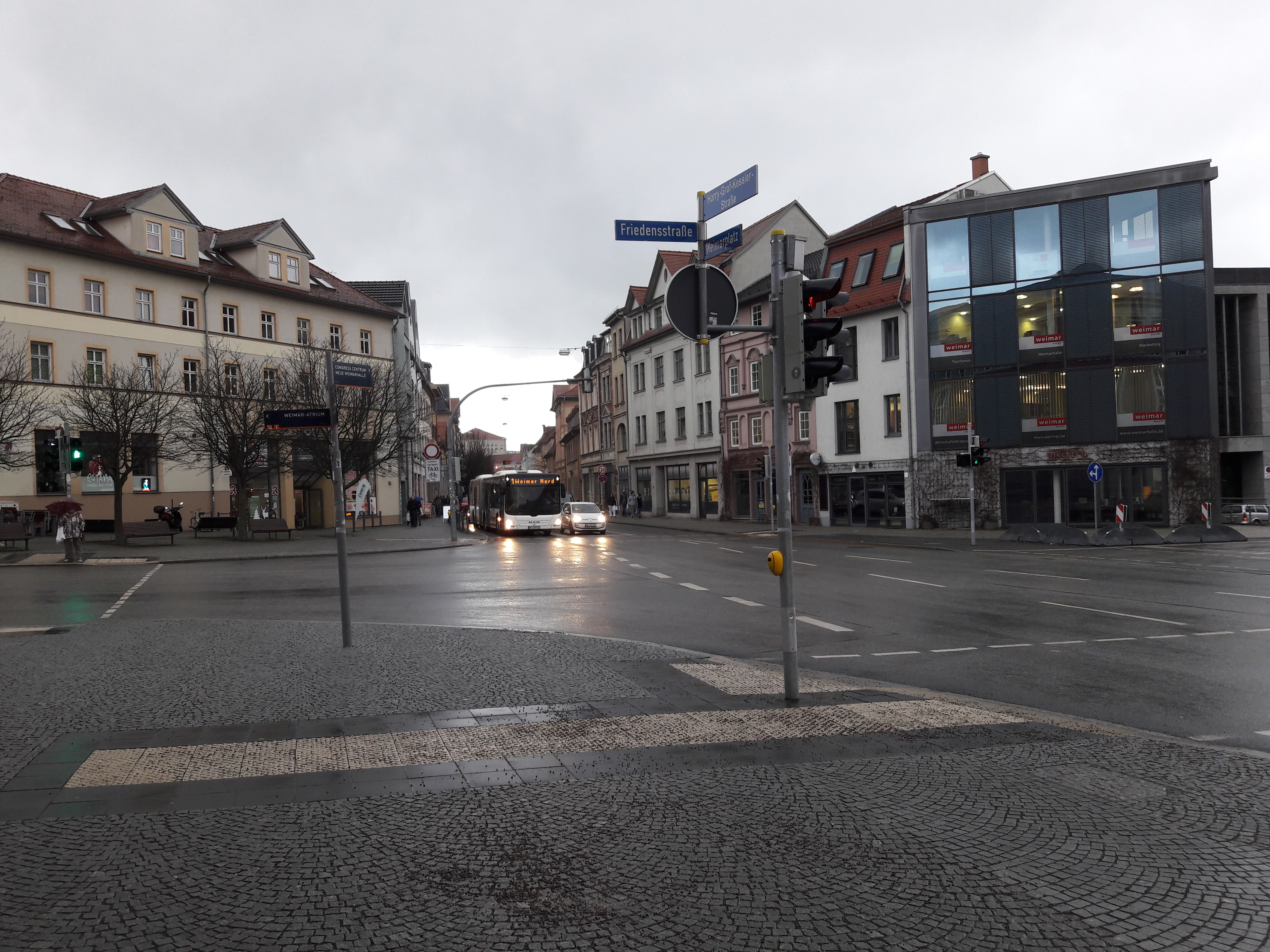
Beginn der Karl-Liebknecht-Straße an der Kreuzung mit der Friedensstraße

Die Karl-Liebknecht-Straße ist eine innerörtliche Straße in Weimar, die in der nördlichen Innenstadt vom Jorge-Semprún-Platz/Ecke Friedensstraße aus nach Süden zum Goetheplatz führt und von dort durch die Heinrich-Heine-Straße fortgesetzt wird. Sie ist zugleich westliche Begrenzung der Weimarer Jakobsvorstadt. Der Weimarhallenpark liegt bereits außerhalb der Jakobsvorstadt. Nördliche Verlängerung von der Kreuzung mit der Friedensstraße an ist die Harry-Graf-Kessler-Straße an der Westseite des Jorge-Semprún-Platzes. 
Die älteste Bezeichnung für die Straße war Am Baumgarten, spätere Bezeichnungen waren Bürgerschulstraße bzw. Adolf-Hitler-Straße. Sie wurde um 1800 angelegt, gewann aber erst ab 1846 im Zusammenhang mit dem Bahnhof Weimar an Bedeutung für den innerstädtischen Verkehr und ist eine der am stärksten befahrenen Straßen Weimars. Die Karl-Liebknecht-Straße bildet auch die östliche Begrenzung  des Asbach-Grünzugs. Das Haus Karl-Liebknecht-Straße 4 ist das "Walbaum-Haus", also das Haus des Sohnes des  Schriftgießers Justus Erich Walbaum, Heinrich Theodor Walbaum, der dessen Geschäft übernahm.
In der Karl-Liebknecht-Straße 5 befindet sich im einstigen Haus von Friedrich Justin Bertuch das Stadtmuseum Weimar. Außerdem befindet sich in der Karl-Liebknecht-Straße die einstige Bürgerschule Weimar, heute Musikschule Johann Nepomuk Hummel und der davor befindliche Bürgerschulbrunnen. Sie stehen auf der Liste der Kulturdenkmale in Weimar (Einzeldenkmale). Die Häuserzeile Vier-Giebel-Haus (Hausnummern 16, 18, 20, 22) wurde 1913 errichtet und zwischen 1937 und 1984 schrittweise abgerissen. 
Der gesamte Straßenzug steht auf der Liste der Kulturdenkmale in Weimar (Sachgesamtheiten und Ensembles).